# Palazzo Municipale (Acireale)

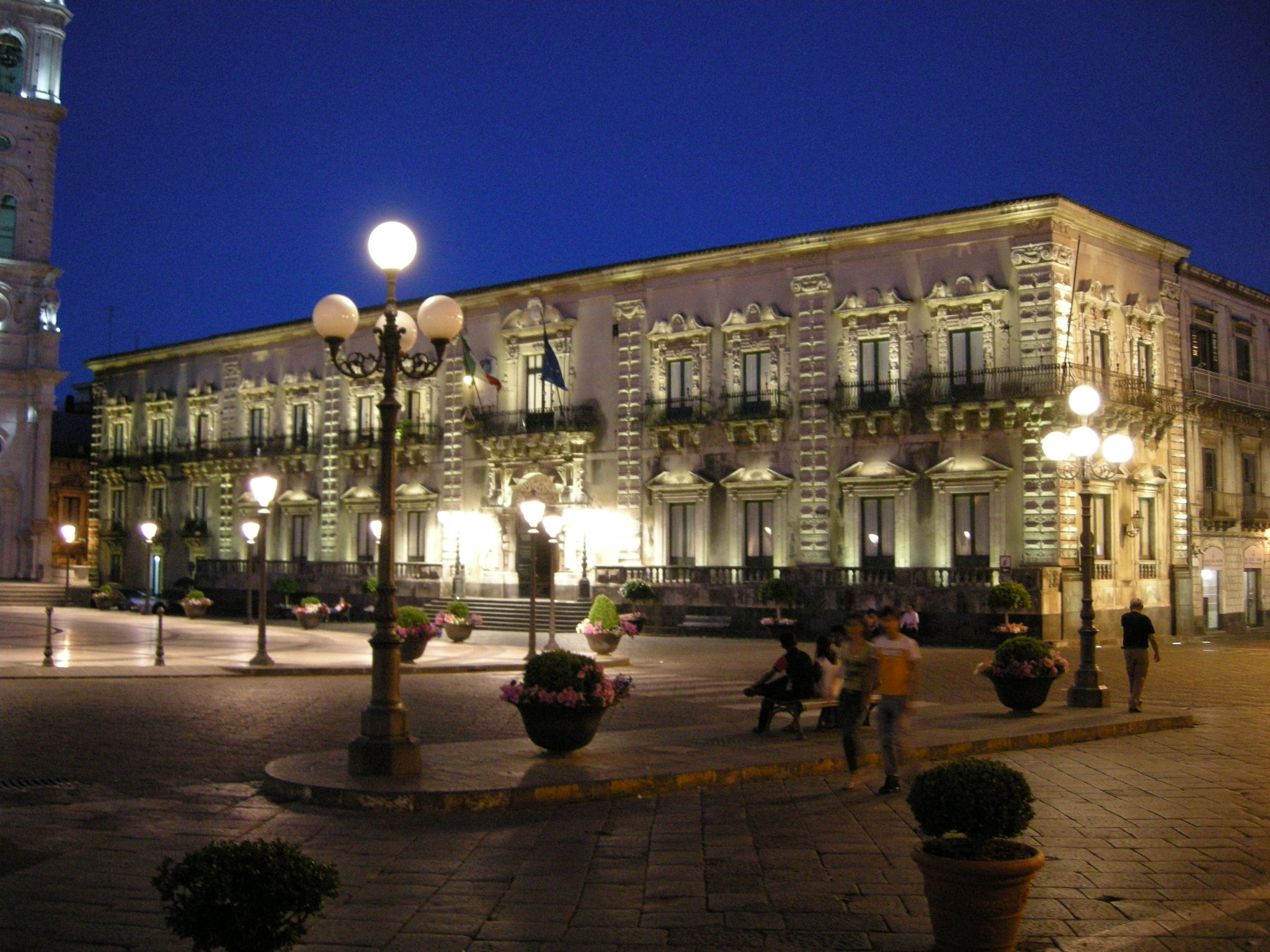
Palazzo Municipale, prospetto principale.

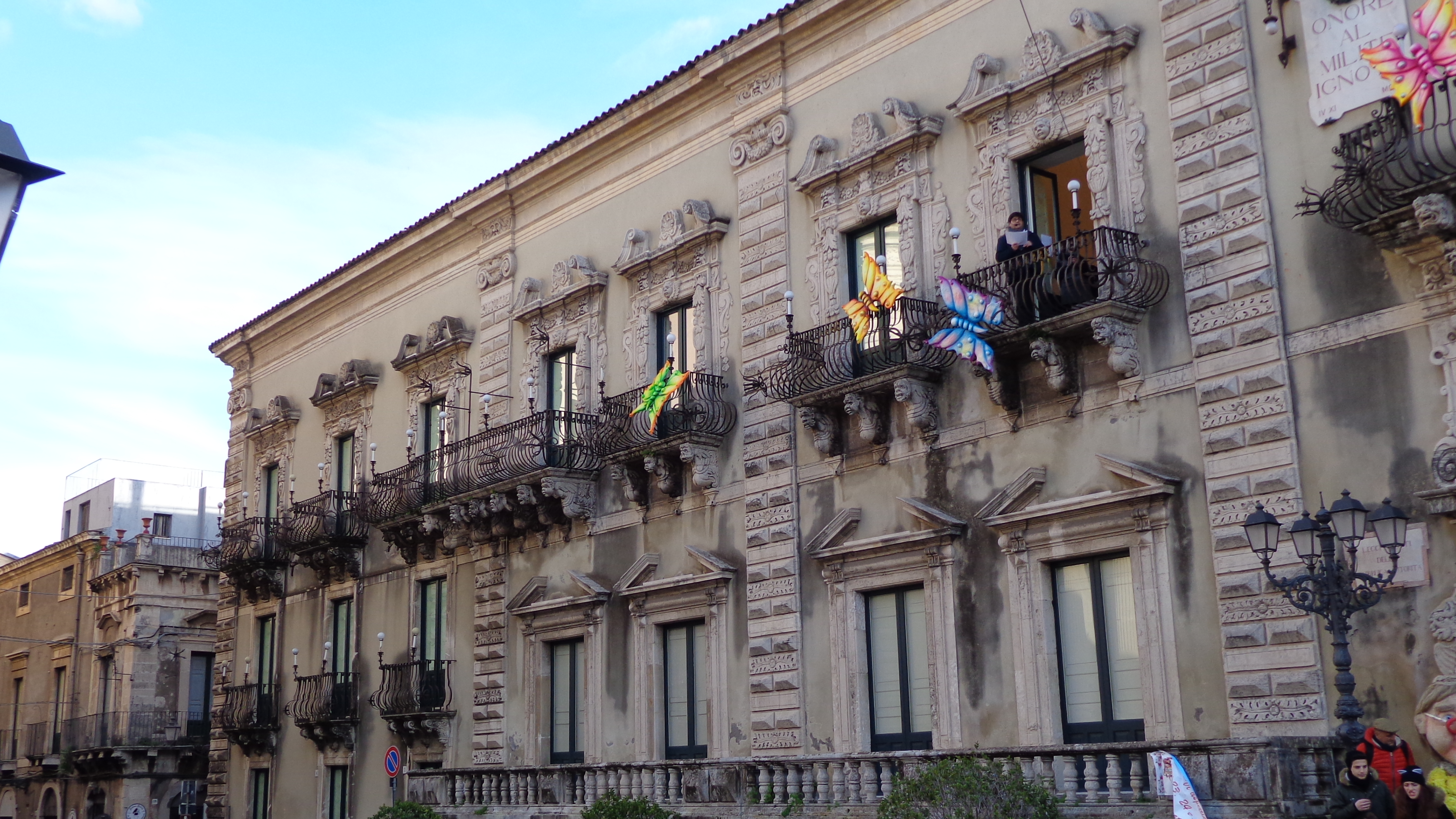

Il Palazzo Municipale (o Loggia Giuratoria) si trova in piazza del Duomo ad Acireale. È sede del comune.

## Storia
Il palazzo venne iniziato nel 1659 e ricostruito dopo il terremoto del 1693 su disegno di Costantino Larcidiacono tra il 1783 e il 1785. Fu nuovamente danneggiato dal terremoto del 1818 e sistemato definitivamente nel 1908.

## Descrizione
Il prospetto principale, sulla piazza del Duomo, è in stile tardo barocco. Al pian terreno vi è una lunga balaustra interrotta soltanto dal portale d'ingresso. Al primo piano i balconi, dalle ringhiere in ferro battuto, sono sorretti da mascheroni barocchi.
Nel palazzo ha la sua sede ufficiale, sin dal 1833, nel gabinetto di lettura al pian terreno, l'Accademia di scienze, lettere e belle arti degli Zelanti e dei Dafnici.

## Museo delle uniformi
Il Museo delle uniformi, ospitato presso la sala Costarelli, è una mostra permanente di uniformi storiche a partire dal XVIII secolo.